# アレーナ・デ・サンパウロ
アレーナ・デ・サンパウロ (Arena de São Paulo)、またはアレーナ・コリンチャンス (Arena Corinthians) は、ブラジルサンパウロ州サンパウロにあるスタジアム。2014 FIFAワールドカップとSCコリンチャンス・パウリスタのホームスタジアムとして使用され、ワールドカップでは開会式と、その直後の開幕戦・ブラジル代表の試合が行われた。
建設途中であった2013年11月27日に部材の吊下げ作業をしていたクレーンが倒れ、建物の一部が損壊し、作業員2人が死亡する事故が発生した。
この事故による工事の大幅な遅れのため、W杯開会式まで突貫工事が進められるも、2014年5月に行われたリハーサル大会までに工事完了が間に合わず、今大会のために仮設されたゴール裏2階席が使えないという事態が発生した。
2014 FIFAワールドカップでFIFAが定めるワールドカップ開幕戦開催の最低基準を満すため、ゴール裏に20,000席の臨時席を増設し収容能力を65,807席にした。2014 FIFAワールドカップが閉幕後にゴール裏の20,000席の臨時席を撤去した。
2016年にはリオデジャネイロオリンピックのサッカー競技の会場の一つとして使用された。
2020年9月1日、ブラジルの大手製薬会社であるハイペラ・ファーマがスタジアムの命名権を取得し、呼称がネオ・キミカ・アレーナ (Neo Química Arena)へと変更された。契約期間は20年間で、総額3億レアルが支払われる予定。
サンパウロ地下鉄3号線（赤）とサンパウロ都市圏鉄道会社11号線の「コリンチャンス・イタケーラ」駅が至近にある。

## 2014 FIFAワールドカップ
| 日時    | 時間(UTC-3) | チーム#1     | 結果         | チーム#2     | ラウンド   | 観衆   |
| ------- | ----------- | ------------ | ------------ | ------------ | ---------- | ------ |
| 6月12日 | 17:00       | ブラジル     | 3-1          | クロアチア   | Group A    | 62,103 |
| 6月19日 | 16:00       | ウルグアイ   | 2-1          | イングランド | Group D    | 62,575 |
| 6月23日 | 13:00       | オランダ     | 2-0          | チリ         | Group B    | 62,996 |
| 6月26日 | 17:00       | 韓国         | 0-1          | ベルギー     | Group H    | 61,397 |
| 7月1日  | 13:00       | アルゼンチン | 0-0 (1-0)    | スイス       | ラウンド16 | 63,255 |
| 7月9日  | 17:00       | オランダ     | 0-0 (PK 2-4) | アルゼンチン | 準決勝     | 63,267 |